# Partito Socialdemocratico di Lettonia
Il Partito Socialdemocratico di Lettonia (in lettone: Latvijas Sociāldemokrātiskā partija - LSDP) è stato un partito politico lettone di orientamento socialista democratico.
Fondato il 14 aprile 1990 dalla componente riformista del Partito Comunista di Lettonia col nome di Partito Comunista Indipendente di Lettonia (Latvijas Neatkarīgā Komunistiskā partija - LNKP), il 14 settembre successivo assunse la denominazione di Partito Democratico del Lavoro di Lettonia (Latvijas Demokrātiskā darba partija - LDDP), venendo di nuovo ridenominato nel 1995.
Sempre nel 1995 avviò una collaborazione col Partito Socialdemocratico dei Lavoratori di Lettonia, in cui confluì definitivamente nel 1999.

## Risultati
| Elezione          | Voti    | %     | Seggi    |
| ----------------- | ------- | ----- | -------- |
| Parlamentari 1993 | 10.509  | 0,94  | 0 / 100  |
| Parlamentari 1995 | 43.599  | 4,58  | 0 / 100  |
| Parlamentari 1998 | 123.056 | 12,88 | 14 / 100 |